# Santuário Memorial Frei Damião
Il Santuário Memorial Frei Damião è un santuario dedicato al missionario Damiano da Bozzano a Guarabira, in Brasile, dove il cappuccino, morto nel 1997, era conosciuto come "Frei Damião".
Il santuario è composto da un museo, opera dell'architetto Gilberto Guedes, e da una statua, opera di Alexandre Azêdo. L'ingegnere responsabile è stato Argemiro Brito de França. È alto complessivamente 34 metri: la statua è alta 22 m, il piedistallo 12 m. La costruzione è iniziata il 25 marzo 2000, ed è stato inaugurato il 19 dicembre 2004 alla presenza, secondi i dati della Polizia Militare, di più di 80.000 persone.
Il santuario è proprietà del comune di Guarabira, che al momento dell'inaugurazione lo ha dato in comodato alla diocesi. Il 29 aprile 2013 l'allora vescovo Francisco de Assis Dantas de Lucena ne ha affidato la gestione all'Ordine dei frati minori cappuccini, di cui il missionario faceva parte. Attualmente è retto da Padre José Renato Ferreira de Oliveira.